# دختران امروز (فیلم ۱۹۲۸)
دختران امروز یک فیلم صامت بود که در سال ۱۹۲۸ در لاهور، واقع در پاکستان امروزی (هند بریتانیا در آن زمان) به نمایش درآمد. تهیه‌کننده آن جی. کی مِهتا بود و کارگردانی آن را شَنکرادیو آریا بر عهده داشت.
این اولین فیلم بلندی بود که در لاهور ساخته شد و به تثبیت شهر لاهور به عنوان یکی از مراکز فیلمسازی در هند همچون لالیوود، کمک کرد. تولید این فیلم در سال ۱۹۲۴ آغاز شد و سه سال طول کشید تا ساخت آن به پایان رسید که این تأخیر در تکمیل فیلم عمدتاً به دلیل مشکلات مالی بود.
دو نفر از افرادی که در ساخت این فیلم مشارکت داشتند بعدها به شخصیت‌های برجسته صنعت فیلم جنوب آسیا تبدیل شدند: عبدالرشید کاردار یکی از مشهورترین کارگردانان فیلم بمبئی در دهه‌های ۱۹۳۰، ۱۹۴۰ و ۱۹۵۰ شد؛ و فعالیت سینمایی بازیگر، اِم. اسماعیل، بیش از پنج دهه ادامه یافت.